# Moftah Kaïba
Moftah Mohammed Kaïba (مفتاح محمد كعيبة) est un homme politique libyen.  Nommé par le colonel Mouammar Kadhafi, il succède à Mohammed az-Zentani au poste de chef de l'État (secrétaire général du Congrès général du peuple) de la Jamahiriya arabe libyenne, du 3 mars 2008 au 5 mars 2009, date à laquelle il est remplacé par Moubarak al-Shamikh.